# Grand Prix Drivers’ Association
Die Grand Prix Drivers’ Association (GPDA) ist die 1961 gegründete und 1994 reaktivierte Formel-1-Fahrervereinigung. Die GPDA wird in der Presse auch als Fahrergewerkschaft bezeichnet.

## Geschichte
Die GPDA wurde 1961 gegründet und war zunächst bis zur Saison 1982 aktiv. Neben der Einhaltung und Verbesserung von Sicherheitsstandards an den Motorsport-Rennstrecken gehörte auch die Vertretung wirtschaftlicher Interessen der Fahrer zu ihren Aufgaben. Dies führte zu einem Boykott des Grand Prix von Spa-Francorchamps in der Saison 1969 und der Rennen auf dem Nürburgring in der Saison 1970 und nach dem Rennen von 1976.
Die GPDA wurde nach dem Großen Preis von San Marino 1994 von den Formel-1-Fahrern wieder ins Leben gerufen, dieses Mal jedoch ausschließlich zur Erhöhung der Sicherheitsstandards von Fahrzeugen und Rennstrecken. Anlass waren die tödlichen Unfälle von Ayrton Senna und Roland Ratzenberger sowie der schwere Unfall von Rubens Barrichello, die Kollision zwischen Pedro Lamy und JJ Lehto (sechs verletzte Zuschauer) und der Boxengassenvorfall von Michele Alboreto. Letzterer verlor ein Rad, das fünf Mechaniker anderer Teams verletzte. Mit improvisierten Maßnahmen, wie zum Beispiel einer Schikane aus Reifenstapeln beim Großen Preis von Spanien und beim Großen Preis von Kanada, bemühte man sich, die restlichen Rennen des Jahres sicherer zu gestalten.
Am 5. Februar 1996 wurde in Großbritannien die Grand Prix Drivers Association Ltd. als Private company limited by guarantee (ähnlich der deutschen Gemeinnützigen GmbH) gegründet.

## Mitgliedschaft und Führung der GPDA
Die Mitgliedschaft in der GPDA ist für Formel-1-Rennfahrer nicht obligatorisch. Seit der Neugründung im Jahr 1994 ist der überwiegende Teil der Fahrer in der GPDA aktiv, die anderen Fahrer werden oftmals für ihre Haltung kritisiert. Im Laufe der Saison 2017 traten alle der zu diesem Zeitpunkt aktiven Fahrer der GPDA bei, was eine neue Situation darstellte. So wurden auch in der Saison 2019 Positionen der GPDA mit allen Fahrern abgestimmt, und in der Saison 2020 organisierte die GPDA eine Aktion vor Start der Grand Prix zur "Beendigung von Rassismus", an der alle Fahrer teilnahmen.
Die Mitglieder der GPDA wählen ihren Vorsitzenden. Seit März 2021 gibt es vier Direktoren, von denen einer die Rolle des Präsidenten übernimmt, und zwei weitere Rennfahrer sind die Vorsitzenden. Der aktuelle Präsident der GPDA ist seit Oktober 2014 Alexander Wurz. Die weiteren Direktoren sind George Russell (seit 2021), Anastasia Fowle (seit 2021) und Carlos Sainz Jr. (seit Februar 2025), der Sebastian Vettel (2010 bis 2025) ersetzt hat.
Die Grand Prix Drivers' Association (GPDA) wird seit 2014 vom ehemaligen österreichischen Formel-1-Fahrer Alexander Wurz als Vorsitzendem geleitet, der seine Erfahrung als Rennfahrer, Berater und Sicherheitsexperte einbringt. George Russell und Carlos Sainz Jr. fungieren als aktive Fahrervertreter und bringen die Perspektive der aktuellen Rennpiloten ein. Die organisatorische und rechtliche Leitung übernimmt Anastasia Fowle, die als Anwältin und erste Nicht-Rennfahrerin in einer leitenden Funktion der GPDA tätig ist.

### Präsidenten der GPDA
| Zeitraum          | Fahrer             | Team                       |
| ----------------- | ------------------ | -------------------------- |
| 1994–2005         | Michael Schumacher | Benetton, ab 1996: Ferrari |
| 2005–2006         | David Coulthard    | Red Bull                   |
| 2006–2008         | Ralf Schumacher    | Toyota                     |
| 2008–2010         | Pedro de la Rosa   | McLaren                    |
| März–August 2010  | Nick Heidfeld      | Mercedes                   |
| August 2010–2011  | Rubens Barrichello | Williams                   |
| 2012–2014         | Pedro de la Rosa   | HRT, ab 2013: Ferrari      |
| seit Oktober 2014 | Alexander Wurz     | Unabhängig                 |